# Erbrée
Erbrée (bretonisch: Ervored) ist eine französische Gemeinde im Département Ille-et-Vilaine in der Region Bretagne. Sie gehört zum Arrondissement Fougères-Vitré und zum Kanton Vitré. Die Gemeinde zählt 1.713 Einwohner (Stand: 1. Januar 2022), die Erbréens genannt werden.

## Geografie
Die Gemeinde Erbrée liegt an der Grenze zum Département Mayenne, sechs Kilometer südöstlich von Vitré am Fluss Valière, der am Westrand der Gemeinde zum Plan d’Eau de la Valière aufgestaut ist. Umgeben wird Erbrée von den Nachbargemeinden Saint-M’Hervé im Nordwesten und Norden, La Chapelle-Erbrée im Norden, Saint-Pierre-la-Cour im Osten, Bréal-sous-Vitré im Südosten, Mondevert und Argentré-du-Plessis im Süden, Étrelles im Südwesten sowie Vitré im Westen.
Durch den Süden der Gemeinde verläuft die autobahnartig ausgebaute Route nationale 157 mit zwei Tank- und Rastanlagen im Gemeindegebiet von Erbrée.

## Bevölkerungsentwicklung
| Jahr                       | 1962 | 1968 | 1975 | 1982 | 1990 | 1999 | 2006 | 2012 | 2020 |
| Einwohner                  | 1217 | 1197 | 1147 | 1323 | 1408 | 1498 | 1651 | 1667 | 1734 |
| Quellen: Cassini und INSEE |      |      |      |      |      |      |      |      |      |

## Sehenswürdigkeiten
- Kirche Saint-Martin
- Schloss Nétumières aus dem 16. Jahrhundert, Monument historique seit 1973
- Schloss Les Bretonnières aus dem 17. Jahrhundert

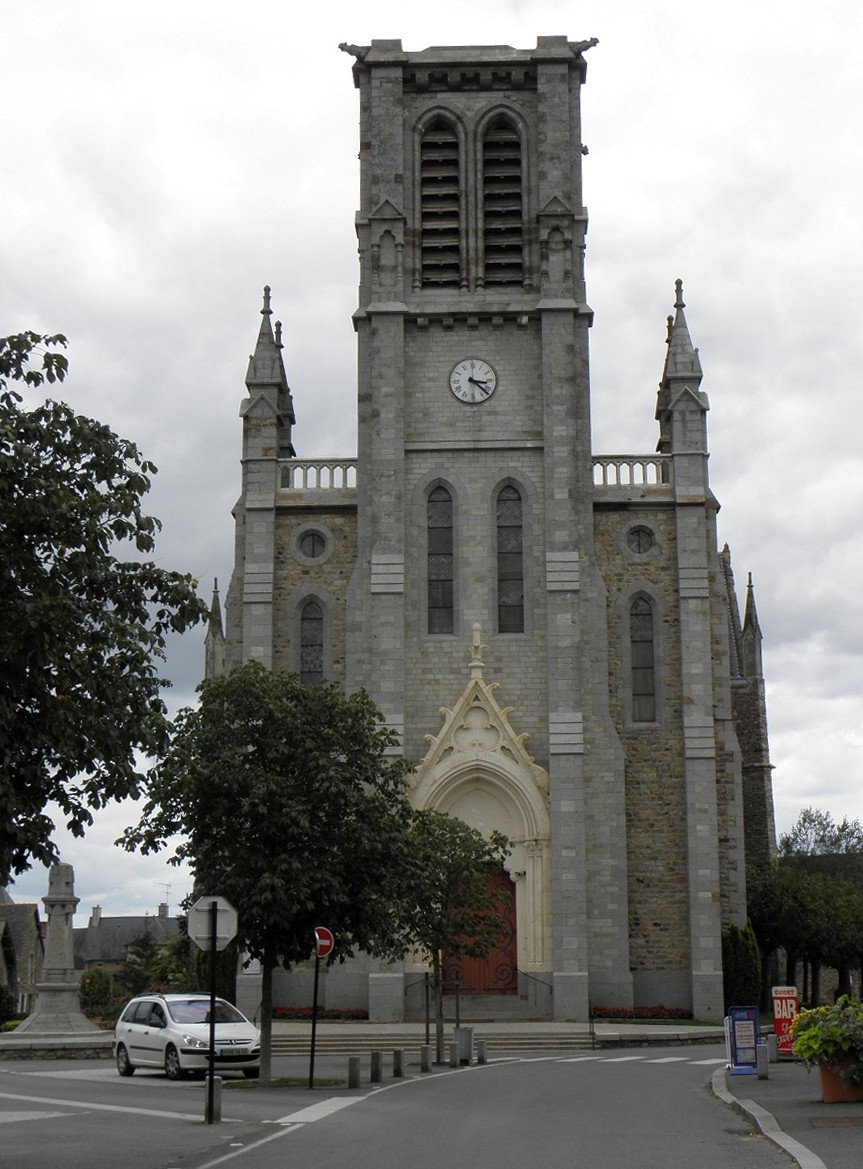
Kirche Saint-Martin
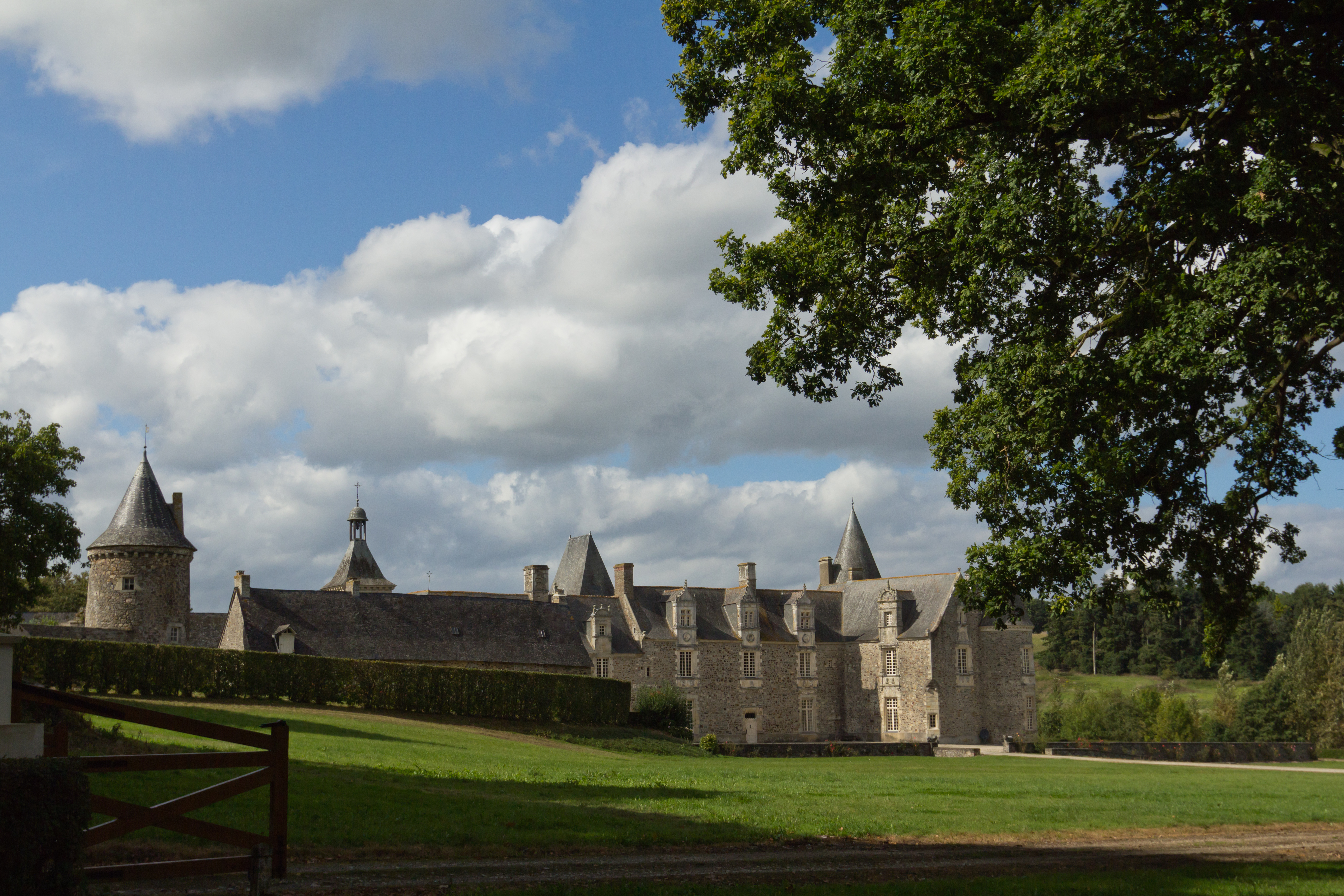
Schloss Nétumières
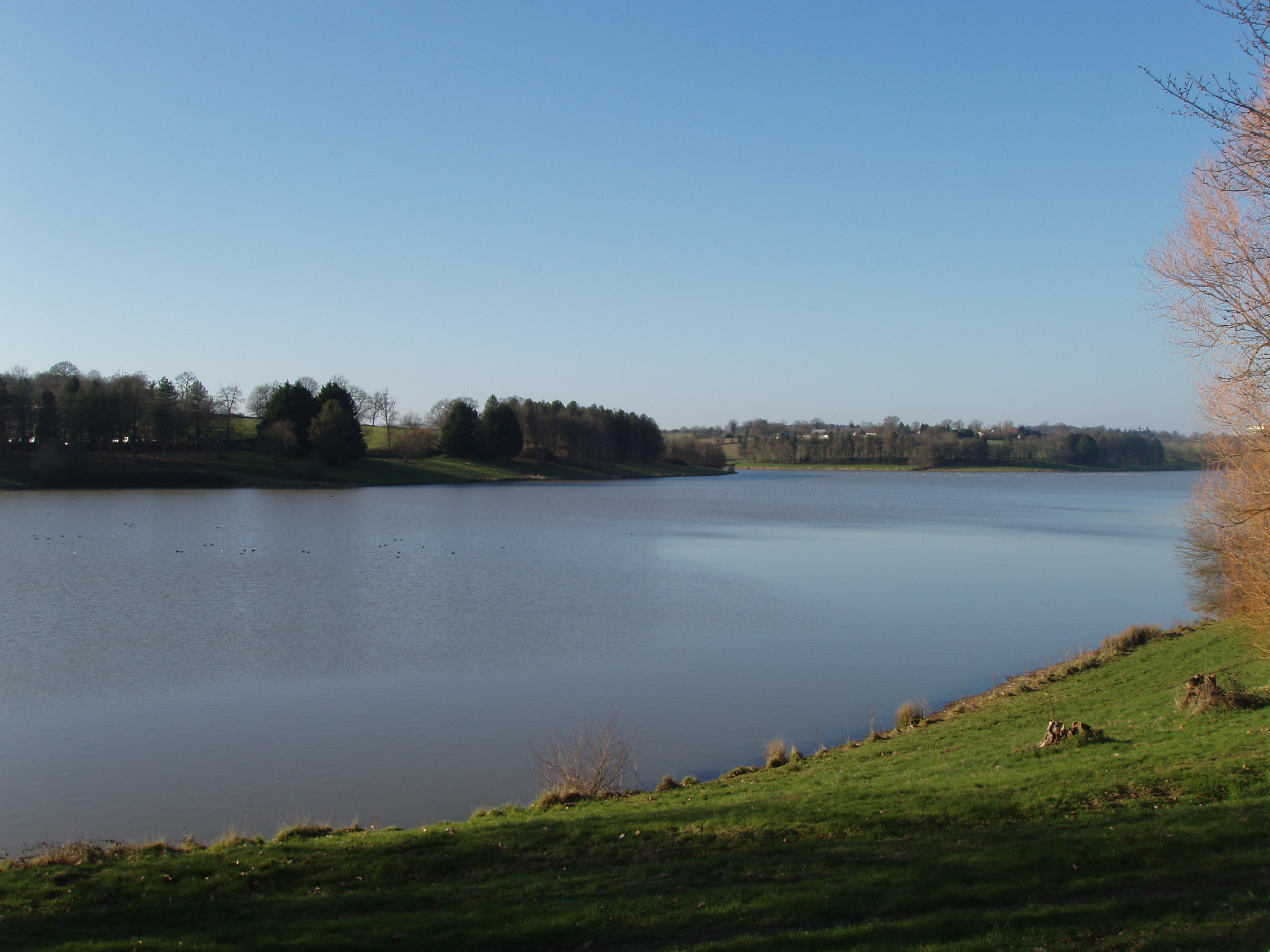
Stausee Plan d’Eau de la Valière
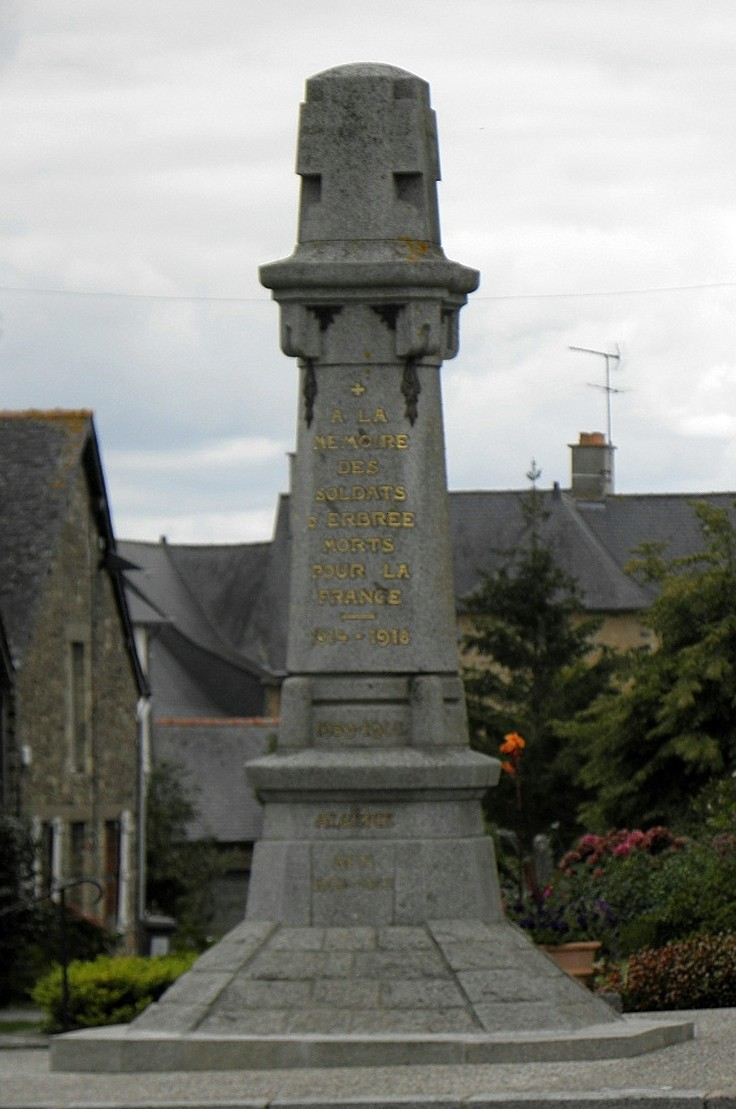
Gefallenendenkmal

## Gemeindepartnerschaft
- Die Gemeinde unterhält eine Partnerschaft mit der deutschen Gemeinde Hötensleben in Sachsen-Anhalt.